# SD39型柴油机车
SD39型柴油机车是美国通用汽车易安迪公司（GM-EMD）在1968年推出的一款柴油机车，主要竞争对象是通用电气公司的U23C型柴油机车。
1965年，易安迪公司宣布同时推出9款标准型柴油机车，这一系列的机车实现了高度的标准化，全部采用全新的645系列柴油机，功率等级范围为1000～6000马力，包括装用16缸涡轮增压发动机、3000马力等级的GP40、SD40型柴油机车，装用16缸机械增压发动机、2000马力等级的GP38、SD38型柴油机车，以及装用20缸涡轮增压发动机、3600马力等级的SD45型柴油机车；3000马力以上的车型均采用交流牵引发电机，而3000马力以下的车型则采用传统的直流牵引发电机。
1968年，为了填补2000马力～3000马力之间的产品空档，易安迪公司为标准型柴油机车家族增加了两个新成员，推出了装用12缸涡轮增压发动机的GP39、SD39型柴油机车。1968年8月至1970年5月，易安迪公司制造了共54台SD39型柴油机车，主要用户包括南太平洋铁路、圣塔菲铁路、伊利诺伊终端铁路以及明尼阿波利斯、诺斯菲尔德和南方铁路。此外，易安迪还在SD39型柴油机车的基础上，为密尔沃基铁路研制了轴重较轻的SDL39型柴油机车。
SD39型柴油机车是干线货运用的六轴柴油机车，采用单司机室、底架承载结构、双侧外走廊的罩式车体，车体上部自前向后由电气室、司机室、动力室、冷却室四部分组成，其中电气室一端称为短罩端，动力室和冷却室一端称为长罩端。机车走行部采用两台“Flexicoil”三轴转向架。动力装置为一台12气缸、二冲程、水冷式、涡轮增压的12-645E3型柴油机。传动系统采用直—直流电传动，柴油机直接驱动一台D33型直流发电机，发出的直流电供给六台D77型直流牵引电动机。牵引电动机采用轴悬式驱动方式，牵引齿轮传动比为4.13（62：15）。